# Roger Delagnes
Roger Delagnes, né le 11 mai 1902 à Montpellier et mort le 5 avril 1976 à Marseille, est un homme politique français.

## Biographie
Roger Delagnes est nommé chevalier de la Légion d'honneur, le 10 août 1957.

## Détail des fonctions et des mandats
Mandat parlementaire
- 13 décembre 1962 - 26 septembre 1971 : Sénateur des Bouches-du-Rhône